# 黄松峪水库
40°14′47″N 117°15′05″E / 40.2464533°N 117.2514447°E
黄松峪水库位于北京市平谷区东北部泃河上游黄松峪乡的水库,是一座以防洪灌溉为主，养鱼为辅的中型水库。

## 历史沿革
黄松峪水库位于平谷区东北部，因在黄松峪乡，故得名。始建于1969年10月，并于1971年建成。总库容1040万立方米，控制流域面积49平方公里。主坝于1978年19月进行加固工程，1980年6月完成加固。有主坝、溢洪道各1座，水电站3座。主坝最大坝高48米，坝顶长185米。电站装机250千瓦。